# Closteropus herteli
Closteropus herteli är en skalbaggsart som beskrevs av Friedrich F. Tippmann 1960. Closteropus herteli ingår i släktet Closteropus och familjen långhorningar. Inga underarter finns listade i Catalogue of Life.